# Куріпка білохвоста
Куріпка білохвоста (Lagopus leucura) — вид куроподібних птахів родини фазанових. Поширений в Північній Америці.

## Поширення
Ареал розповсюдження білохвостої куріпки — захід Північної Америки від центральної Аляски і Юкону через Скелясті гори і прибережні райони Британської Колумбії до американських штатів Вашингтон, Монтана, Вайомінг, Колорадо і Нью-Мексико. Інтродуковані популяції цього виду також є в Каліфорнії, Колорадо, Нью-Мексико, Орегоні та Юті. Білохвоста куріпка майже виключно використовує альпійську тундру на великих висотах як середовище проживання. Вид також зустрічається над межею дерев на півдні Скелястих гір. Наявність верб і ясенів багато в чому визначає його поширення. Взимку поїдає квіткові сережки цих видів і берези.

## Підвиди
Виділяють 5 підвидів:
- L. leucura peninsularis — південно-центральна Аляска, Юкон;
- L. leucura leucura — західна Канада;
- L. leucura rainierensis — центральний і південний Вашингтон;
- L. leucura saxatilis — острів Ванкувер;
- L. leucura altipetens — Скелясті гори від Монтани до Нью-Мексико.

## Опис
Білохвоста куріпка — найменша з куріпок і найменший птах триби тетерукових. Це кремезний птах із закругленими крилами, хвостом із квадратним кінцем, маленьким чорним дзьобом і короткими ногами з оперенням, що тягнеться до пальців. Дорослі особини мають довжину 30-31 см, причому самці лише трохи більші за самиць. Середня вага становить 330—480 г. Влітку білохвоста куріпка має плямистий сірувато-коричневий колір з білими нижньою частиною, хвостом і крилами. Восени оперення стає більш червонувато-коричневим, а біле пір'я починає проростати. До зими все літнє буре пір'я втрачається, і птах стає повністю білим. Подальша линька навесні передує сезону розмноження, і птах повертається до свого літнього оперення. Сірувате забарвлення на спині з дрібними смугами дозволяє легко відрізнити цей вид від набагато коричневіших куріпки білої і куріпки тундрової. Обидві статі зберігають біле пір'я на хвості та крилах цілий рік, а самців можна впізнати за їхніми червонуватими очними гребінцями (м'ясистим наростам над оком), які також присутні цілий рік. Загалом цей птах мовчазний, але іноді він видає тихе гукання та кудахтання.

## Спосіб життя
Живуть білохвості куріпки переважно невелики зграями, лише у період розмноження вони зустрічаються майже виключно парами. У цей час обидві статі захищають свою територію. Період розмноження починається в кінці квітня. Відкладання яєць відбувається з кінця травня до липня. Про кладку піклується тільки самиця. Інкубація триває 24-26 днів.